# Atletica leggera ai Giochi della XVII Olimpiade - Salto in alto maschile

Video della Finale (film ufficiale dei Giochi)

La competizione del salto in alto maschile di atletica leggera ai Giochi della XVII Olimpiade si è disputata il giorno 1º settembre 1960 allo Stadio Olimpico di Roma.

## L'eccellenza mondiale
| Camp. olimpico 1956      | 2,12       | Charles Dumas | Presente  |
| Camp. europeo 1958       | 2,12       | Rickard Dahl  | Rit. 1959 |
| Primatista mondiale      | 2,229 1960 | John Thomas   | Presente  |
| Vincitore dei Trials USA | 2,229      | John Thomas   | Presente  |

1. ↑  Conversione decimale della misura inglese di 7 piedi, 3 pollici e un quarto.

L'americano John Thomas batte tre volte il record del mondo durante la stagione, portandolo a 2,229 metri. 

Giunge a Roma con il ruolo di grande favorito. A contrastarlo c'è il terzetto dei sovietici, allenati dal mago Vladimir Djachov, tra cui spicca il russo siberiano Valerij Brumel' che, a soli 18 anni, è il nuovo primatista europeo con 2,17.

## Risultati

### Turno eliminatorio
Qualificazione2,00 m
Diciassette atleti raggiungono la misura richiesta.
| Pos | Atleta                   | Nazione          | Salti | Salti | Salti | Misura |
| Pos | Atleta                   | Nazione          | 1,90  | 1,95  | 2,00  | Misura |
| --- | ------------------------ | ---------------- | ----- | ----- | ----- | ------ |
| 1   | John Thomas              | Stati Uniti      | -     | -     | O     | 2,00   |
| 2   | Stig Pettersson          | Svezia           | -     | O     | O     | 2,00   |
| 2   | Viktor Bol'šov           | Unione Sovietica | O     | -     | O     | 2,00   |
| 4   | Cornel Porumb            | Romania          | O     | O     | O     | 2,00   |
| 4   | Jiří Lanský              | Cecoslovacchia   | O     | O     | O     | 2,00   |
| 4   | Kjell-Åke Nilsson        | Svezia           | O     | O     | O     | 2,00   |
| 4   | Maurice Fournier         | Francia          | O     | O     | O     | 2,00   |
| 4   | Robert Kotei             | Ghana            | O     | O     | O     | 2,00   |
| 4   | Robert Šavlakadze        | Unione Sovietica | O     | O     | O     | 2,00   |
| 4   | Sándor Noszály           | Ungheria         | O     | O     | O     | 2,00   |
| 11  | Theodor Püll             | Germania         | XO    | O     | O     | 2,00   |
| 12  | Piotr Sobotta            | Polonia          | O     | XXO   | O     | 2,00   |
| 13  | Gordon Miller            | Gran Bretagna    | -     | O     | XO    | 2,00   |
| 13  | Valerij Brumel'          | Unione Sovietica | O     | -     | XO    | 2,00   |
| 15  | Charles Dumas            | Stati Uniti      | O     | O     | XO    | 2,00   |
| 15  | Joseph Faust             | Stati Uniti      | O     | O     | XO    | 2,00   |
| 17  | Mahamat Idriss           | Francia          | O     | O     | XXO   | 2,00   |
| 18  | Kuniyoshi Sugioka        | Giappone         | -     | O     | XXX   | 1,95   |
| 19  | Eero Salminen            | Finlandia        | O     | O     | XXX   | 1,95   |
| 19  | René Maurer              | Svizzera         | O     | O     | XXX   | 1,95   |
| 19  | Werner Pfeil             | Germania         | O     | O     | XXX   | 1,95   |
| 22  | Helmuth Donner           | Austria          | XO    | O     | XXX   | 1,95   |
| 22  | Jón Pétursson            | Islanda          | XO    | O     | XXX   | 1,95   |
| 24  | Crawford Fairbrother     | Gran Bretagna    | O     | XO    | XXX   | 1,95   |
| 24  | Peter Riebensahm         | Germania         | O     | XO    | XXX   | 1,95   |
| 26  | Đorđe Majtan             | Jugoslavia       | -     | XXO   | XXX   | 1,95   |
| 27  | Chilla Porter            | Australia        | O     | XXO   | XXX   | 1,95   |
| 28  | Samuel Igun              | Nigeria          | O     | XXX   |       | 1,90   |
| 29  | Gurbachan Singh Randhawa | India            | XXO   | XXX   |       | 1,90   |
| 30  | Çetin Şahiner            | Turchia          | XXX   |       |       | NM     |
| 30  | Mohamed Abdul Razzak     | Iraq             | XXX   |       |       | NM     |
| 30  | Sylvain Bitan            | Tunisia          | XXX   |       |       | NM     |

### Finale
Il primo ad uscire di scena è il campione in carica, Dumas, che sbaglia sorprendentemente a 2,09. Gli altri proseguono senza difficoltà.

Alla quota di 2,12 tutti e tre i sovietici saltano la misura (Brumel al terzo tentativo), Thomas (USA) addirittura la passa. 

Siamo a 2,14: il georgiano Shavlakadze è l'unico a farcela alla prima prova, tutti gli altri la superano alla seconda. 

A 2,16 Shavlakadze mantiene il suo percorso netto, Brumel ce la fa al secondo salto, mentre Thomas e il terzo dei sovietici falliscono per tre volte.
| Pos     | Atleta            | Età | Nazione          | Salti | Salti | Salti | Salti | Salti | Salti | Salti | Salti | Salti | Salti | Misura |
| Pos     | Atleta            | Età | Nazione          | 1,90  | 1,95  | 2,00  | 2,03  | 2,06  | 2,09  | 2,12  | 2,14  | 2,16  | 2,18  | Misura |
| ------- | ----------------- | --- | ---------------- | ----- | ----- | ----- | ----- | ----- | ----- | ----- | ----- | ----- | ----- | ------ |
| Oro     | Robert Šavlakadze | 27  | Unione Sovietica | -     | -     | XO    | O     | O     | O     | O     | O     | O     | XXX   | 2,16   |
| Argento | Valerij Brumel'   | 18  | Unione Sovietica | -     | O     | -     | O     | O     | XO    | XXO   | XO    | XO    | XXX   | 2,16   |
| Bronzo  | John Thomas       | 19  | Stati Uniti      | -     | -     | O     | -     | O     | O     | -     | XO    | XXX   |       | 2,14   |
| 4       | Viktor Bol'šov    | 21  | Unione Sovietica | -     | O     | -     | O     | O     | O     | O     | XO    | XXX   |       | 2,14   |
| 5       | Stig Pettersson   | 25  | Svezia           | O     | -     | O     | -     | XXO   | XXO   | XXX   |       |       |       | 2,09   |
| 6       | Charles Dumas     | 23  | Stati Uniti      | -     | -     | O     | O     | -     | XXX   |       |       |       |       | 2,03   |
| 7       | Jiří Lanský       | 27  | Cecoslovacchia   | O     | O     | O     | O     | XXX   |       |       |       |       |       | 2,03   |
| 7       | Kjell-Åke Nilsson | 18  | Svezia           | O     | O     | O     | O     | XXX   |       |       |       |       |       | 2,03   |
| 7       | Theodor Püll      | 24  | Germania         | O     | O     | O     | O     | XXX   |       |       |       |       |       | 2,03   |
| 10      | Robert Kotei      | 25  | Ghana            | O     | -     | O     | XO    | XXX   |       |       |       |       |       | 2,03   |
| 11      | Cornel Porumb     | 21  | Romania          | O     | O     | O     | XO    | XXX   |       |       |       |       |       | 2,03   |
| 12      | Mahamat Idriss    | 18  | Francia          | -     | XO    | XO    | XO    | XXX   |       |       |       |       |       | 2,03   |
| 13      | Sándor Noszály    | 20  | Ungheria         | O     | O     | XO    | XXO   | XXX   |       |       |       |       |       | 2,03   |
| 14      | Maurice Fournier  | 27  | Francia          | -     | O     | O     | XXX   |       |       |       |       |       |       | 2,00   |
| 15      | Piotr Sobotta     | 20  | Polonia          | O     | O     | O     | XXX   |       |       |       |       |       |       | 2,00   |
| 16      | Gordon Miller     | 21  | Gran Bretagna    | O     | O     | XXO   | XXX   |       |       |       |       |       |       | 2,00   |
| 17      | Joseph Faust      | 18  | Stati Uniti      | O     | O     | XXX   |       |       |       |       |       |       |       | 1,95   |